# Église en bois Saint-Élie de Dobroselica
Pour les articles homonymes, voir Église Saint-Élie.
L'église en bois Saint-Élie de Dobroselica (en serbe cyrillique : Црква брвнара у Доброселици ; en serbe latin : Crkva brvnara u Dobroselici) est une église orthodoxe serbe située à Dobroselica, dans la municipalité de Čajetina et dans le district de Zlatibor, en Serbie. Elle est inscrite sur la liste des monuments culturels protégés de la république de Serbie (identifiant no SK 202)

## Présentation
Dans les archives du monastère de la Sainte-Trinité de Pljevlja, l'église de Dobroselica est mentionnée pour la première fois en 1749 et, en 1809, au temps du Premier soulèvement serbe contre les Ottomans, comme beaucoup d'autres églises de la région, elle a été incendiée par les Turcs. Sur ses fondations, Mitar Udovičić, un maître bâtisseur du village de Stublo, a construit un nouvel édifice en rondins en 1821 ainsi qu'en témoigne une inscription gravée dans le bois,.

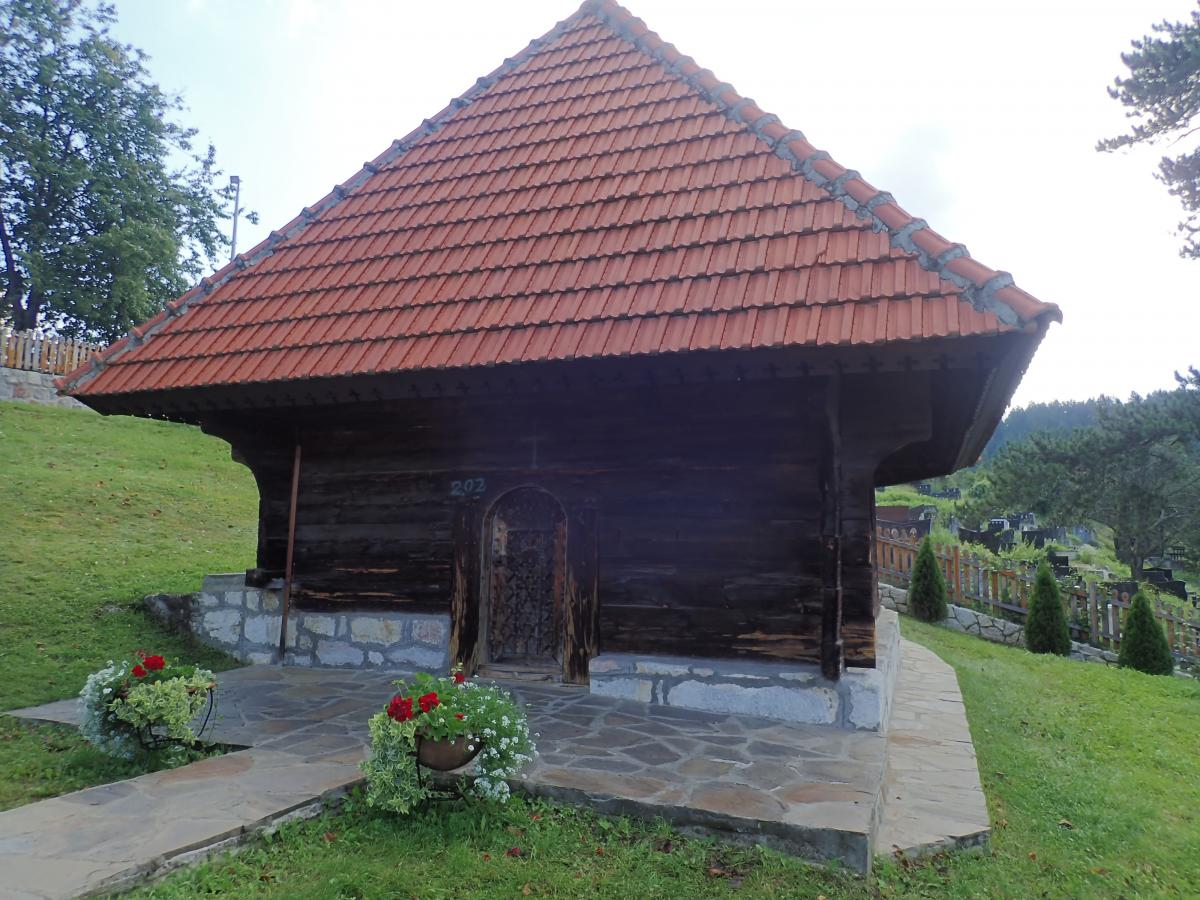

L'église mesure 7,6 m de long, 5 m de large ; les murs sont hauts de 2,4 m ; ces dimensions en font l'une des églises en bois les plus modestes des monts Zlatibor. L'édifice possède deux portes, l'une à l'ouest et l'autre au sud. La lumière pénètre dans le bâtiment par deux fenêtres, l'une située sur l'abside, l'autre sur le côté nord. À l'origine, le toit était recouvert de bardeaux de 80 cm de long mais plus tard ces bardeaux ont été remplacés par des tuiles. En raison de la pente du terrain, le soubassement en pierre est de hauteur inégale, si bien qu'on accède à la porte nord par quatre marches situées l'intérieur.
La porte principale mérite une attention particulière ; elle est l'œuvre d'un maître graveur sur bois originaire de la région de l'Osat ; elle est ornée de motifs floraux et géométriques et on y décèle une influence de l'ornementation ottomane.
L'église abrite une iconostase en bois de dimension modeste mais richement ornementée dans sa partie supérieure. Les portes royales ont été peintes par Janko Mihailović Moler de la région de Dragačevo, qui a laissé son nom au revers de la porte et la date de son travail (1830) ; les icônes du trône de la Mère de Dieu et de Jésus-Christ sont attribuées à Aleksije Lazović.